# Aqueduc romain de Mytilène
L’aqueduc romain de Mytilène, connu également sous le nom d’aqueduc romain de Mória, est un ancien aqueduc de l'île de Lesbos, en Grèce. Il conduisait l'eau des montagnes du sud de l'île jusqu'à la ville de Mytilène. Les parties les mieux conservées de cet aqueduc, certaines sur arches, se trouvent à proximité du village de Mória,.

## Histoire et description

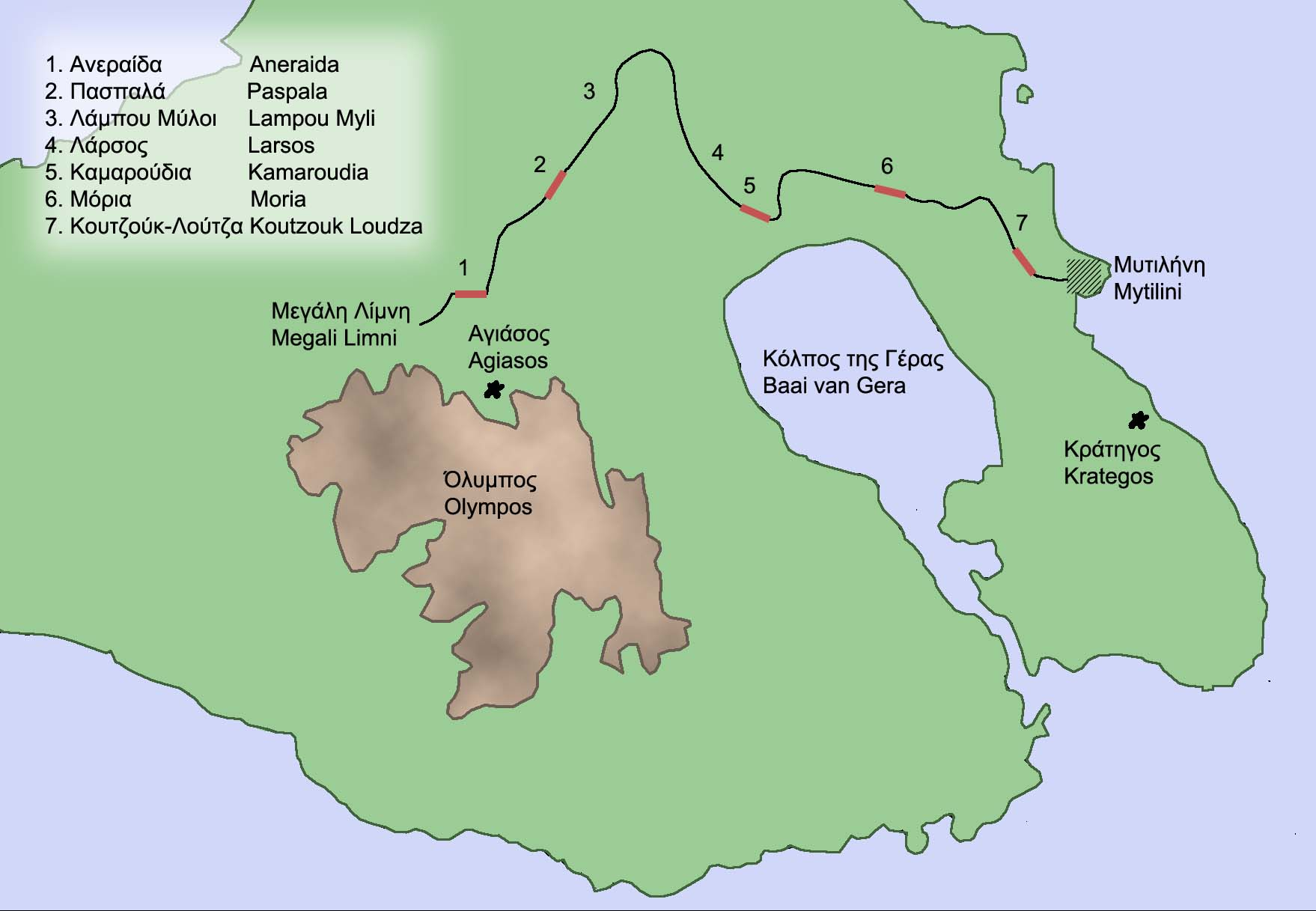
Carte du tracé de l'aqueduc.

L'aqueduc de Mytilène a été construit durant la période romaine, au cours du règne d'Hadrien ou bien entre la fin du IIe et le début du IIIe siècle,. D'une longueur totale d'environ 28 km, le tracé de cet aqueduc se composait de tunnels et de ponts à arcs multiples, en marbre gris local. La source qui alimentait l'aqueduc était un lac, aujourd'hui connu sous le nom de Megáli Límni, qui a par la suite été asséché, dans la partie nord du mont Olympe de Lesbos, à proximité de la ville actuelle d'Agiásos. Le long de son parcours, il recevait de l'eau d'autres sources. L'aqueduc suivait son cours en passant par les villages et lieux-dits d'Aneraḯda - Paspalá - Lámbou Mýli (el) - Lársos - Kamaroúdia - Mória - Kiuczuk - Loutzá, pour finalement alimenter l'ancienne ville de Mytilène, située au même endroit que l'actuelle.
On estime que l'aqueduc pouvait fournir une quantité d'eau quotidienne de l'ordre de 127 000 mètres cubes. Son eau était utilisée, entre autres, pour les fontaines et les bains de la ville,.
Les parties les mieux conservées de l'ouvrage sont situées à environ 600 m au sud et au sud-ouest du village de Mória. Une section d'environ 170 m de long et composée d'un total de 17 arches est encore conservée en ce lieu. D'autres parties de l'aqueduc sont visibles à proximité du village de Lámbou Mýli, à environ 15 km à l'ouest de la ville de Mytilène, ainsi qu'à d'autres endroits.
L'aqueduc connaît des travaux de restauration depuis 1995,.

## Sources
1. 1 2  (en) « Lesbos », dans Richard Stillwell, William L. MacDonald et Marian Holland McAllister, The Princeton Encyclopedia of Classical Sites, Πρίνστον, Νιου Τζέρσεϊ,‎ 1976 (lire en ligne){{Article encyclopédique}} : l'usage du paramètre |périodique = Princeton University Press laisse présager
  - soit d'une confusion entre les modèles {{article encyclopédique}} et {{article}}
  - soit d'une confusion entre les paramètres périodique et éditeur.

Merci de consulter la documentation des modèles et de corriger l'article..
2. 1 2  (en) « Areas of archaeological interest » [archive du 22 juin 2017], sur Lesvos Tourist Guide (consulté le 4 septembre 2017).
3. ↑  (en) Georgia A. Aristodemou et Theodosios P. Tassios, Great Waterworks in Roman Greece: Aqueducts and Monumental Fountain Structures: Function in Context, Archaeopress Publishing Ltd, 28 février 2018, 264 p. (ISBN 978-1-78491-765-4, lire en ligne), p. 126.
4. 1 2  (el) Ministère de la Culture et des Sports, « Το ρωμαϊκό υδραγωγείο της Μόριας » [« L'aqueduc romain de Mória »], sur www.culture.gov.gr (consulté le 13 mars 2023).
5. ↑  François Pouqueville, Grèce, Paris, Didot, 1835, 447 p. (lire en ligne), p. 116.
6. ↑  Guy Labarre, Les cités de Lesbos, aux époques hellénistique et impériale, Paris, de Boccard, 1996, 394 p. (ISBN 978-2-911971-00-6, lire en ligne), p. 216.
7. 1 2  (en) « Roman Aqueduct, Moria, Lesvos » [archive du 21 octobre 2017], sur greeka.com (consulté le 4 septembre 2017).
8. ↑  (el) « Άμεση αποκατάσταση του ρωμαϊκού υδραγωγείου της Μόριας » [« Restauration immédiate de l'aqueduc romain de Mória »], sur www.lifo.gr,‎ 16 mars 2021 (consulté le 13 mars 2023).